# Blocco 181
 (mai 2023).
La mise en forme du texte ne suit pas les recommandations de Wikipédia : il faut le « wikifier ».
Les points d'amélioration suivants sont les cas les plus fréquents. Le détail des points à revoir est peut-être précisé sur la page de discussion.
- Les titres sont pré-formatés par le logiciel. Ils ne sont ni en capitales, ni en gras.
- Le texte ne doit pas être écrit en capitales (les noms de famille non plus), ni en gras, ni en italique, ni en « petit »…
- Le gras n'est utilisé que pour surligner le titre de l'article dans l'introduction, une seule fois.
- L'italique est rarement utilisé : mots en langue étrangère, titres d'œuvres, noms de bateaux, etc.
- Les citations ne sont pas en italique mais en corps de texte normal. Elles sont entourées par des guillemets français : « et ».
- Les listes à puces sont à éviter, des paragraphes rédigés étant largement préférés. Les tableaux sont à réserver à la présentation de données structurées (résultats, etc.).
- Les appels de note de bas de page (petits chiffres en exposant, introduits par l'outil «  Source ») sont à placer entre la fin de phrase et le point final[comme ça].
- Les liens internes (vers d'autres articles de Wikipédia) sont à choisir avec parcimonie. Créez des liens vers des articles approfondissant le sujet. Les termes génériques sans rapport avec le sujet sont à éviter, ainsi que les répétitions de liens vers un même terme.
- Les liens externes sont à placer uniquement dans une section « Liens externes », à la fin de l'article. Ces liens sont à choisir avec parcimonie suivant les règles définies. Si un lien sert de source à l'article, son insertion dans le texte est à faire par les notes de bas de page.
- La présentation des références doit suivre les conventions bibliographiques. Il est recommandé d'utiliser les modèles {{Ouvrage}}, {{Chapitre}}, {{Article}}, {{Lien web}} et/ou {{Bibliographie}}. Le mode d'édition visuel peut mettre en forme automatiquement les références.
- Insérer une infobox (cadre d'informations à droite) n'est pas obligatoire pour parachever la mise en page.

Pour une aide détaillée, merci de consulter Aide:Wikification.
Si vous pensez que ces points ont été résolus, vous pouvez retirer ce bandeau et améliorer la mise en forme d'un autre article.
Blocco 181 est une série télévisée dramatique italienne créée pour la chaîne Sky Atlantic. La série se déroule à Milan et suit deux clans, les italiens et les sud-américains, qui se disputent le Bloc 181,,.

## Synopsis
Dans un lotissement délabré de Milan du nom de Bloc 181, des tensions éclatent entre des gangs rivaux sud-américains et italiens. Au sein de cette rivalité naît pourtant un amour qui unit les factions : celui entre Bea, la sœur du patron de la Misa, Ludo, l'un des coursiers au service du seigneur de la cocaïne Lorenzo, et Mahdi, le neveu de Rizzo. Grâce à cette relation, les trois se taillent une place dans le système pénal de quartier.

## Fiche technique
- Titre : Blocco 181
- Réalisation : Giuseppe Capotondi, Matteo Bonifazio, Ciro Visco
- Scénario :  Paolo Vari, Francesca De Lisi, Dario Bonamin, Mirko Cetrangolo, Marco Borromei
- Musique : Salmo
- Production : Sky Italia, Red Joint Film, TapelessFilm
- Pays : Italie
- Chaîne de diffusion : Sky Atlantic
- Durée : 8x50 minutes
- Date de sortie : 20 mars 2022

## Distribution
- Laura Osma : Bea, femme la plus importante de la Misa, sœur du chef Ricardo.
- Andrea Dodero : Mahdi, neveu préféré de Nicola Rizzo pour qui il perçoit les loyers des appartements du Bloc 181
- Alessandro Piavani : Ludovico "Ludo" Bellini, garçon de bonne famille qui vit dans un grand appartement du centre et qui travaille comme coursier pour Lorenzo Curzi avant de rencontrer Mahdi et Bea
- Salmo : Snake, bras droit de Lorenzo Curzi
- Alessandro Tedeschi : Lorenzo Curzi, pivot de la cocaïne de la région, qui a également grandi dans le Bloc 181
- Alessio Praticò : Nicola Rizzo, à la tête du Bloc 181 et a toujours été un ami et partenaire de Lorenzo Curzi
- Juan Cely Delgado : Ricardo, chef de Misa, bien qu'il soit en prison depuis un certain temps, ainsi que le frère de Bea
- Sergio Andrade Saavedra : Victor, bras droit de Ricardo et le chef par intérim de Misa pendant qu'il est en prison

## Développement
La série est inspirée de la série allemande "4 Blocks", produite par TNT Serie et Wiedemann & Berg, qui parle de dirigeants d'un cartel de drogues libanais dans le quartier branché de Neukölln à Berlin. Après avoir vu "4 Blocks", Nils Hartmann, EVP Sky Studios Allemagne et Italie, a pensé : "nous n'avons jamais fait quelque chose comme ça à Milan". Mais en chargeant Red Joint Film, basé à Milan, de développer "Blocco 181", il a déclaré à son producteur créatif Paolo Vari, de Red Joint, que, contrairement à "4 Blocks", en plus des gangs milanais, il voulait également un élément "Roméo et Juliette". Ce que Paola Vari a ajouté à la trame narrative, avec un plot twist : "Dans Blocco 181, c'est une histoire d'amour à trois, ce qui la rend plus actuelle", a déclaré Nils Hartmann.
Nils Hartmann a également essayé d'impliquer Salmo, rappeur italien, avec lequel il souhaite travailler depuis un moment. Après un premier refus à la proposition d'être juré sur "The X-Factor" italien, il lui a proposé carte blanche sur Blocco 181. Salmo a accepté et a ainsi participé à la création de la série, à la supervision de la musique ainsi qu'à la compagne marketing. L'album "Blocco 181", du label Sony Music, est sorti fin mai 2022. Il comprend 11 titres et des collaborations avec plus de vingt rappeurs, musiciens et producteurs italiens de premier plan. L'album est rapidement devenu numéro un en Italie et a brièvement fait partie du top 10 mondial sur Spotify.
La série, vendue dans le monde entier par NBC Universal, a été tournée en italien et en espagnol pour la rendre plus authentique dans la représentation des différents mondes.